# Аллат
Алла́т, ал-Лат (араб. اللات‎ богиня, ивр. אלה, אלת-הים‎ богиня) — древнеарабская и шумерская богиня неба и дождя.
У халдеев Аллат (Эллат) — царица подземного царства. У шумеров идентифицируется с Эрешкигаль.

## Аллат у халдеев
Халдейская легенда рассказывает, что Аллат царствовала в подземном царстве в одиночестве. Однажды она была приглашена к другим богам на праздник, который те устраивали на небесах. Из-за своей нелюбви к свету, Аллат отказалась, отправив с этим сообщением своего слугу, Намтара, который повёл себя столь нелюбезно, что Ану и Эа пришли в ярость, направив её против его хозяйки, и поручили Нергалу её усмирить. Нергал, пройдя через незапертые врата ада, за волосы стащил правительницу с её престола, и собирался обезглавить, но она взмолилась о пощаде, и он сохранил ей жизнь, взяв себе в жены.
В дальнейших легендах она становится сестрой Астарты и более приятной личностью.

## Аллат у арабов в доисламскую эпоху
Аллат и Дионис, по свидетельству древнегреческого историка Геродота, были единственными богами, почитавшимися арабами в те домусульманские времена. В Набатее и Пальмире Аллат отождествлялась с Афиной, изображалась в шлеме и с копьём. В городе Таиф Аллат, где находились её священные территории, храм и идол — белый гранитный камень с украшениями, почиталась как его покровительница. Некоторые этнические группы почитали Аллат как богиню солнца, но чаще она выступала как богиня планеты Венеры, отождествлялась с Афродитой (Уранией). Договоры у арабов скреплялись клятвой «Клянусь солью, огнём и Аль-Лат, которая превыше всех».
Слово «Аллат», возможно, является заменой запретного имени божества и образовано из нарицательного «илахат» («богиня») с определённым артиклем, что означает «эта богиня», «богиня по преимуществу». Изображалась она восседающей на троне среди львов. Согласно Бобу Трабшоу, Ал-Лат была также богиней Луны как греческая богиня Деметра.
Крупные храмы Аллат имелись в Таифе (разрушен Мухаммедом), Пальмире, долине Леджа на Синае.
В Коране Аллат упомянута вместе с Манат и аль-'Уззой (Коран, 53:19). Идол Ал-Лат в Таифе был уничтожен по приказу Пророка Мухаммеда, который отправил для этого Абу Суфйана ибн Харба вместе с группой людей в год Табукского похода (октябрь 630 г.), но запретил охотиться и рубить деревья на этой территории.
Древнейшие надписи, содержащие имя Ал-лат на сафаитском диалекте, относятся к периоду I века до н. э. — IV века н. э. Почиталась у набатеев, надписи на этом языке, содержащие имя Ал-лат, найдены в городах Петре и Хатре. Считалась матерью Хубала, отождествлялась с Афродитой-Уранией, а также римской Минервой. В набатейско-греческих билингвах называется «Великой Богиней».
Дважды, рассказывая о верованиях и обычаях арабов, её упоминает Геродот:

Что до обычаев персов, то я могу сообщить о них вот что. Воздвигать статуи, храмы и алтари [богам] у персов не принято. Тех же, кто это делает, они считают глупцами, потому, мне думается, что вовсе не считают богов человекоподобными существами, как это делают эллины. Так, Зевсу они обычно приносят жертвы на вершинах гор и весь небесный свод называют Зевсом. Совершают они жертвоприношения также солнцу, луне, огню, воде и ветрам. Первоначально они приносили жертвы только этим одним божествам, затем от ассирийцев и арабов персы научились почитать Уранию (ассирийцы называют Афродиту Милиттой, арабы — Алилат, а персы — Митра).
— Геродот, «История», 1:131
Считается, что под именем «Зевса» Геродот выводит персидского Ахурамазду. Митра — персидский бог света.
И далее, в главе 3:

Арабы считают такие договоры о дружбе особенно священными. Заключают же они договоры вот как. Когда двое желают заключить договор о дружбе, то третий становится между ними и острым камнем делает надрез на ладони у большого пальца каждого участника договора. Затем, оторвав от их плащей по кусочку ткани, смачивает кровью и намазывает ею семь камней, лежащих между будущими союзниками. При этом он призывает Диониса и Уранию. После этого обряда заключивший договор представляет чужеземца или родича (если договор заключен с ним) своим друзьям и те также свято соблюдают договор. Из богов арабы почитают одного Диониса и Уранию и утверждают, что носят стрижку такого же фасона, как у самого Диониса. Стригут же они голову в кружок, подстригая также волосы и на висках. На своём языке Диониса они зовут Оротальт, а Уранию — Алилат.
— Геродот, «История», 3:8
Согласно Хишаму ибн Аль-Тальби, идол Ал-Лат представлял собой чёрный камень и помещался в Каабе среди прочих идолов, позднее выброшенных прочь Мухаммадом. Культ камней, «домов бога» (бет-эль), среди семитских народов является одним из древнейших. Камни считались подателями жизни, их молили о продолжении рода. Поклонение камню включало церемониальное хождение вокруг, возлияния молоком или маслом, ритуальные приношения и жертвы.

Они сделали Аллат своей богиней. Она стояла в ал-Таифе, но её идол был не столь древен как идол Манат. Она была квадратным камнем, возле которого некий еврей имел привычку готовить себе ячменную кашу (савик). Культом её ведала <жрица> бану Аттаб-бин-Малик из <племени> тафик, она же выстроила над богиней шатёр. Курайшиты, как и все арабы, почитали Аллат, и давали своим детям имена Зейд-Аллат и Тейм-Аллат.
Она стояла там, где сейчас левый минарет мечети Аль-Та’иф.(…)
— Хишам ибн аль-Калби, «Книга об идолах», глава «Аллат»

## В исламе
Западные востоковеды, предполагают, что на ранних стадиях утверждения ислама пророк Мухаммед вынужден был, чтобы заключить мир с курайшитами, включить в свой пантеон Ал-Лат как жену Аллаха (см. Сатанинские аяты), но позже, с утверждением ислама, её идол был низвергнут, а шатёр сожжён. Современные мусульманские ортодоксальные богословы отвергают возможность включения Ал-Лат в исламский пантеон.
Ниже приведены стихи из Корана:

Не видели ли вы аль-Лат, аль-Уззу, и третью — Манат?

Неужели у вас [дети] — мужского пола, а у Него — женского?

Поистине, несправедливым было бы такое разделение.

Ведь это только имена, которые измыслили и вы, и ваши предки;

И никакого разрешения на то Господь вам не послал.

А здесь вы строите свои догадки и следуете похотям души,

Хотя от своего Владыки уже вы Руководство получили.
— Коран, Сура 53 Звезда (Ан-Наджм), аяты 19-23
О том же говорит в своём «Предупреждении племени тафик» Шаддид ибн-Арид аль-Джушами

Не обращайте больше лице своё к Ал-Лат, ибо Господь обрек её на гибель;

Как можно довериться терпящей поражение?

Когда её жгли, она не сумела воспротивиться пламени,

И спасти свои камни, нет у неё ни могущества ни власти.

Помните — когда эти места посетит Пророк,

А затем отправится дальше, никто из молящихся ей не останется жив.